# Diócesis de Tucson
La diócesis de Tucson (en latín: Dioecesis Tucsonensis y en inglés: Roman Catholic Diocese of Tucson) es una circunscripción eclesiástica de la Iglesia católica en Estados Unidos. Se trata de una diócesis latina, sufragánea de la arquidiócesis de Santa Fe. Desde el 3 de octubre de 2017 su obispo es Edward Joseph Weisenburger.

## Territorio y organización
La diócesis tiene 110 611 km² y extiende su jurisdicción sobre los fieles católicos de rito latino residentes en el estado de Arizona en los 9 condados de: Cochise, Gila, Graham, Greenlee, La Paz, Pima, Pinal (excluyendo la Gila River Indian Reservation), Santa Cruz y Yuma.
La sede de la diócesis se encuentra en la ciudad de Tucson, en donde se halla la Catedral de San Agustín.
En 2020 en la diócesis existían 79 parroquias.

## Historia
El vicariato apostólico de Arizona fue erigido el 25 de septiembre de 1868, tomando el territorio de la diócesis de Santa Fe (hoy arquidiócesis).
El 22 de diciembre de 1871, en virtud del breve Inter multiplices del papa Pío IX, se definieron con mayor precisión los límites del vicariato apostólico, que comprendía todo Arizona, el condado de Doña Ana en Nuevo México y el condado de El Paso en Texas.
En 1892 cedió el condado de El Paso a la diócesis de Dallas.
El 8 de mayo de 1897 el vicariato apostólico fue elevado a diócesis y asumió su nombre actual, sobre la base del breve Quae catholico del papa León XIII.
En varias ocasiones ha cedido otras porciones de su territorio para la erección de nuevas diócesis:
- el 3 de marzo de 1914, los condados de Grant, Luna, Doña Ana, Otero, Eddy y Sierra a la diócesis de El Paso;[4]
- el 16 de diciembre de 1939 los condados de Mohave, Yavapai, Coconino, Navajo y Apache para la erección de la diócesis de Gallup mediante la bula Ad bonum animarum del papa Pío XII;[5]
- el 28 de junio de 1969, los condados de Maricopa y Pinal (solo la reserva india del río Gila) para la erección de la diócesis de Phoenix mediante bula la Pro Christo del papa Pablo VI.[6]

### Escándalo de abusos sexuales
La diócesis de Tucson se acogió a la bancarrota en septiembre de 2004, convirtiéndose en la segunda diócesis católica de la historia de Estados Unidos en hacerlo. La diócesis de Tucson llegó a un acuerdo con las víctimas de abusos sexuales, el cual fue aprobado por el juez concursal el 11 de junio de 2005, fijando los términos del mismo que incluían la autorización a la diócesis para reorganizar su actividad a cambio de abonar una indemnización de 22.2 millones de dólares. En 2013, Stephanie Innes del Arizona Daily Star calificó a la diócesis de "vertedero" para sacerdotes abusadores, tras revelarse que varios clérigos procedentes de otras diócesis católicas eran enviados a Tucson a medida que las acusaciones por abusos sexuales empezaban a cobrar fuerza. En 2018 el obispo de Tucson Edward J. Weisenburger confirmó que diez clérigos católicos acusados de cometer abusos sexuales habían sido apartados de la diócesis "en la última década".
El 31 de diciembre de 2020 se presentó una querella federal —acogida a la RICO Act de lucha contra organizaciones criminales— contra la diócesis de Tucson, en la que se acusaba a la diócesis de utilizar la arquidiócesis de Los Ángeles —en el vecino estado de California— como "vertedero" para ubicar a religiosos acusados de haber cometido abusos sexuales mientras servían a la Diócesis de Tucson. En marzo de 2021 se dio a conocer que un nuevo demandante se sumaba a la querella federal, dirigida contra ambas diócesis por los mismos hechos.

## Estadísticas
Según el Anuario Pontificio 2021 la diócesis tenía a fines de 2020 un total de 501 580 fieles bautizados.
| Año                                                                             | Población            | Población | Población      | Sacerdotes | Sacerdotes    | Sacerdotes    | Bautizados por sacerdote | Diáconos permanentes | Religiosos | Religiosos | Parroquias |
| Año                                                                             | Bautizados católicos | Total     | % de católicos | Total      | Clero secular | Clero regular | Bautizados por sacerdote | Diáconos permanentes | Varones    | Mujeres    | Parroquias |
| ------------------------------------------------------------------------------- | -------------------- | --------- | -------------- | ---------- | ------------- | ------------- | ------------------------ | -------------------- | ---------- | ---------- | ---------- |
| 1950                                                                            | 200 000              | 628 733   | 31.8           | 126        | 62            | 64            | 1587                     |                      | 64         | 325        | 53         |
| 1966                                                                            | 412 000              | 1 487 000 | 27.7           | 296        | 147           | 149           | 1391                     |                      | 149        | 641        | 87         |
| 1970                                                                            | 136 356              | 588 000   | 23.2           | 110        | 110           |               | 1239                     |                      |            |            | 50         |
| 1976                                                                            | 185 000              | 765 900   | 24.2           | 201        | 107           | 94            | 920                      | 14                   | 101        | 369        | 56         |
| 1980                                                                            | 198 000              | 862 200   | 23.0           | 203        | 115           | 88            | 975                      | 62                   | 98         | 348        | 56         |
| 1990                                                                            | 294 399              | 1 038 200 | 28.4           | 209        | 129           | 80            | 1408                     | 58                   | 94         | 320        | 63         |
| 1999                                                                            | 335 520              | 1 307 412 | 25.7           | 182        | 113           | 69            | 1843                     | 127                  | 8          | 276        | 64         |
| 2000                                                                            | 300 423              | 1 451 477 | 20.7           | 204        | 135           | 69            | 1472                     | 124                  | 78         | 274        | 71         |
| 2001                                                                            | 304 060              | 1 348 371 | 22.6           | 199        | 133           | 66            | 1527                     | 124                  | 76         | 250        | 71         |
| 2002                                                                            | 330 617              | 1 452 271 | 22.8           | 221        | 153           | 68            | 1496                     | 124                  | 77         | 239        | 70         |
| 2003                                                                            | 350 102              | 1 523 851 | 23.0           | 214        | 147           | 67            | 1635                     | 120                  | 77         | 243        | 73         |
| 2004                                                                            | 350 000              | 1 517 428 | 23.1           | 227        | 155           | 72            | 1541                     | 143                  | 79         | 238        | 72         |
| 2010                                                                            | 382 123              | 1 689 676 | 22.6           | 214        | 137           | 77            | 1785                     | 142                  | 102        | 208        | 75         |
| 2014                                                                            | 393 000              | 1 742 000 | 22.6           | 197        | 123           | 74            | 1994                     | 194                  | 96         | 179        | 78         |
| 2016                                                                            | 390 418              | 1 904 477 | 20.5           | 197        | 128           | 69            | 1981                     | 184                  | 95         | 143        | 78         |
| 2017                                                                            | 393 500              | 1 986 503 | 19.8           | 193        | 123           | 70            | 2038                     | 176                  | 103        | 137        | 78         |
| 2020                                                                            | 501 580              | 2 180 790 | 23.0           | 210        | 136           | 74            | 2388                     | 195                  | 100        | 109        | 79         |
| Fuente: Catholic-Hierarchy, que a su vez toma los datos del Anuario Pontificio. |                      |           |                |            |               |               |                          |                      |            |            |            |

## Episcopologio
- John Baptist (Jean-Baptiste) Salpointe † (25 de septiembre de 1868-22 de abril de 1884 nombrado arzobispo coadjutor de Santa Fe[nota 2])
- Peter Bourgade † (7 de febrero de 1885-7 de enero de 1899 nombrado arzobispo de Santa Fe)
- Henry Regis Granjon † (19 de abril de 1900-9 de noviembre de 1922 falleció)
- Daniel James Gercke † (21 de junio de 1923-28 de septiembre de 1960 renunció[nota 3])
- Francis Joseph Green † (28 de septiembre de 1960 por sucesión-28 de julio de 1981 retirado)
- Manuel Duran Moreno † (12 de enero de 1982-7 de marzo de 2003 renunció)
- Gerald Frederick Kicanas (7 de marzo de 2003 por sucesión-3 de octubre de 2017 retirado)
- Edward Joseph Weisenburger, desde el 3 de octubre de 2017